# Pothyne burmanensis
Pothyne burmanensis är en skalbaggsart som beskrevs av Stephan von Breuning 1943. Pothyne burmanensis ingår i släktet Pothyne och familjen långhorningar.
Artens utbredningsområde är Myanmar. Inga underarter finns listade i Catalogue of Life.